# Pardosa dorsuncata
Pardosa dorsuncata är en spindelart som beskrevs av Lowrie och Charles Denton Dondale 1981. Pardosa dorsuncata ingår i släktet Pardosa och familjen vargspindlar. Inga underarter finns listade i Catalogue of Life.